# Сава V
Сава V е като архиепископ на Печ и шестият „патриарх на сърби и гърци“.[ неясно? ] Предстоятел във време, когато се разиграват една след друга три битки: битката при Ровине (в която загива Крали Марко); битката при Никопол и битката при Ангора.
Патриарх Сава опява патриарх Ефрем Печки, строи гробницата му и след седем години го канонизира. По негово време е съставено Житието на Св. Ефрем, написано от епископ Марко Печки от Хвосно.